# Paraeuops
Paraeuops es un género de coleóptero de la familia Attelabidae.

## Especies
Las especies de este género son:
- Paraeuops insularis
- Paraeuops convexus
- Paraeuops paraconvexus
- Paraeuops goilalus
- Paraeuops lakekamuensis
- Paraeuops micros
- Paraeuops bakewelli
- Paraeuops hopplus
- Paraeuops oberprieleri
- Paraeuops singularis
- Paraeuops anggiensis
- Paraeuops bicolor
- Paraeuops fraterculus
- Paraeuops ibelensis
- Paraeuops kurulus
- Paraeuops nothofagi
- Paraeuops parvus
- Paraeuops porulosus
- Paraeuops pygmaeus
- Paraeuops corrugatus
- Paraeuops quadrifasciculatus
- Paraeuops reidi